# Selaginella corallina
Selaginella corallina är en mosslummerväxtart som först beskrevs av John Leonard Riddell, och fick sitt nu gällande namn av Robert Lynch Wilbur och Whitson. Selaginella corallina ingår i släktet mosslumrar, och familjen mosslummerväxter. Inga underarter finns listade i Catalogue of Life.